# Markus Zohner Theater Compagnie
La Markus Zohner Theater Compagnie è una compagnia teatrale internazionale indipendente con sede a  Lugano, Svizzera. È stata fondata nel 1987 dall'attore e regista Markus Zohner e mette in scena spettacoli in tutto il mondo.

## Produzioni
La MARKUS ZOHNER ARTS COMPANY, nel 2017 compie 30 anni di attività teatrale. Produce spettacoli teatrali, progetti artistici, podcast, offre masterclasses per teatranti, realizza esposizioni, mostre fotografiche e multimediali. Ha presentato le proprie produzioni in teatri e festival di tutto il mondo che hanno portato la compagnia a vincere molteplici premi teatrali, fra cui, nel 2000 il prestigioso Premio Svizzero della Scena.
La compagnia dalla sua fondazione ha messo in scena numerosi spettacoli, quali HA!HAmlet, da William Shakespeare, e  Storie ErotiComiche, da "Le mille e una notte", con Patrizia Barbuiani e Markus Zohner; The Last Supper di Markus Zohner e Jeton Neziraj; Hans Christian Andersen - la doppia vita di uno strano poeta, regia di Patrizia Barbuiani, Kalevipoeg - The Cool Estonian Epic di Markus Zohner, coproduzione col Vat Teater  di Tallinn.
La compagnia fino ad oggi ha dato vita a più di 25 produzioni teatrali, di cui 12 in coproduzione con teatri e/o compagnie teatrali all’estero, portando la compagnia in tournée in tutto il mondo.
Fra gli ultimi progetti è C.U.T! LA COLPA – progetto multipiattaforma intorno alla fallibilità dell’anima umana nasce “RADIO SCATENATA”, progetto radiofonico con detenuti del penitenziario La Stampa di Lugano, dal quale scaturiscono poi gli spettacoli teatrali “Proust In Prison” e “La Colpa”.
La compagnia crea RADIO PETRUSKA, progetto radiofonico che si occupa della produzione di serie di podcast tra cui “The Sense of Life” e “La creazione del mondo” la compagnia si dedica ad incontri con artisti e scienziati di fama mondiale che sono alla ricerca delle origini del tutto (ascolti e download podcast: www.radiopetruska.com).
Indagando sulla manipolazione dell’immaginario comune attraverso le storie raccontate dai media, dalla religione e dalla politica, nasce CAPPUCCETTO INFRAROSSO, spettacolo teatrale radiofonico (2016).
Con la nuova produzione RADIO FRANKENSTEIN, spettacolo teatrale realizzato in collaborazione con il Joint Research Centre della Commissione Europea, in bilico fra arte e scienza, la ricerca ruota intorno alla tematica della creazione e manipolazione del corpo umano e delle sue parti, partendo dagli sviluppi tecnologici più attuali. RADIO FRANKENSTEIN, 200 anni dopo la scrittura del romanzo di Mary Shelley, viene creato per RESONANCES II Festival Milano 2017, esposizione con rappresentazioni e installazioni nate dalla cooperazione tra scienziati del JRC e artisti internazionali.
A novembre 2017, nel programma Tre Soldi, è andato in onda su RAI Radio3 "LEGGERE PROUST IN PRIGIONE", l’ultimo documentario radiofonico prodotto dalla compagnia.

## Riconoscimenti e premi internazionali
- Grand Prix de la Critique et du Publique, al Festival di Teatro di Vevey, Svizzera, con "Palpitation" (1989)
- Grand Prix all'XI Festival Internationaldu Rire a Rochefort, Belgio, con "Palpitation" (1991)
- Swiss Independent Theatre Award (2000)
- Grand Prix du public all'International Theatre Festival Mess di Sarajevo, Bosnia ed Erzegovina, con "Ha!HAmlet" (2000)
- Grand Prix al 6° International Theatre Festival Banaanikala a Tallinn, Estonia, con "Odyssee" (2001)
- Premio Miglior Attore a Markus Zohner al 6° International Theatre Festival Banaanikala a Tallinn, Estonia, con "Odyssee" (2001)
- Grand Prix al Festival Internazionale King - Fairy Tale del Teatro Mali di Novgorod, Russia, con "Odyssee" (2003)
- Nel 2003, Markus Zohner scrive e dirige l’epopea nazionale estone KALEVIPOEG per il VAT Theater di Tallinn / Estonia. KALEVIPOEG andrà in tournée in Estonia, Finlandia, Danimarca, Svezia, Germania, Russia e Giappone. Lo spettacolo è stato scelto come una delle “100 produzioni più importanti dei 100 anni passati del teatro estone”
- Grand Prix du public al 21° International Theatre Festival Fajir a Teheran, Iran (2003)
- Grand Prix du public al 22° International Theatre Festival Fajir a Teheran, Iran, (2004)
- Grand Prix: „Best Performance of the Festival“, International Theatre Festival „RAINBOW“, St. Petersburg, Russia, con „Kalevipoeg - The Cool Estonian Epic“, scritta e diretta da Markus Zohner (2005)
- Grand Prix: „Best Performance of the Festival“ , International Theatre Festival Novgorod, Russia, con „Kalevipoeg - The Cool Estonian Epic“, scritto e diretto da Markus Zohner (2005)
- Premio Best Performance all'International Dram Festival Lahore, Pakistan con "Odyssee"
- Grand Prix du Public, International Theater Festival "Mala Scena", Rijeka, Croazia
- Grand Prix Theatre Critique, International Theatre Festival Novgorod, Russia con "EVA & ADAM"